# Diplodia lantanae
Diplodia lantanae är en svampart som beskrevs av Fuckel 1870. Diplodia lantanae ingår i släktet Diplodia och familjen Botryosphaeriaceae.   Inga underarter finns listade i Catalogue of Life.